# Sprawiedliwość reprodukcyjna
Sprawiedliwość reprodukcyjna – prawo do nieposiadania dzieci, prawo do posiadania dzieci, prawo do rodzicielstwa w bezpiecznym i zdrowym środowisku. Pojęcie łączy ze sobą terminy prawa reprodukcyjne i sprawiedliwość społeczna i zakłada, że każda osoba potrzebuje określonych zasobów, by realizować swoje prawa reprodukcyjne, np. dostępu do służby zdrowia czy edukacji seksualnej informującej na temat środków kontroli urodzin. Pojęcie zakłada, że dostęp do tych zasobów jest prawem człowieka a państwa nie mogą ograniczać jednostkom kontroli nad decyzjami w kwestii reprodukcji. 
Koncepcja została stworzona w latach 90. XX wieku i jest rozwijana przez Sister Song , organizacje stworzoną przez Luz Rodriguez i Lorettę Ross. Motywacją dla stworzenia tej idei był sprzeciw czarnych feministek wobec białych feministek, które skupiały się na „wyborze reprodukcyjnym”. Krytyka wskazywała, że pojęcie wyboru koncentruje się wyłącznie na zdolności kobiety do zapobiegania poczęciu czy macierzyństwu. Zwolenniczki koncepcji sprawiedliwości reprodukcyjnej zgadzały się, że dostępność i legalność aborcji jest kluczowa dla godności i bezpieczeństwa kobiet, dodawały jednak, że samo to nie jest wystarczającym warunkiem do osiągnięcia godności i zdrowia, równie istotne są takie kwestie jak dostęp do służby zdrowia, mieszkań czy edukacji seksualnej. W myśl koncepcji sprawiedliwości reprodukcyjnej prawo do posiadania dzieci i macierzyństwa w odpowiednich warunkach jest równie istotne, jak prawo do nie posiadania dzieci.